# Santa Rita (Paragwaj)
Santa Rita – miasto w departamencie Alto Paraná, w Paragwaju. Według danych na rok 2020 miasto zamieszkiwało 34 905 osób, a gęstość zaludnienia wyniosła 58,22 os./km².

## Demografia
Ludność historyczna:
| Rok                         | 2000   | 2005   | 2010   | 2015   | 2020   |
| --------------------------- | ------ | ------ | ------ | ------ | ------ |
| Ludność                     | 15 607 | 19 768 | 24 334 | 29 348 | 34 905 |
| Gęstość zaludnienia os./km² | 26     | 32,9   | 40,5   | 48,9   | 58,2   |

Ludność według grup wiekowych na rok 2020:
| Wiek                                | 0–9 lat | 10–19 lat | 20–29 lat | 30–39 lat | 40–49 lat | 50–59 lat | 60–69 lat | 70–79 lat | 80+ lat |
| ----------------------------------- | ------- | --------- | --------- | --------- | --------- | --------- | --------- | --------- | ------- |
| Liczba osób w danej grupie wiekowej | 6970    | 6956      | 6205      | 5279      | 3946      | 2861      | 1737      | 719       | 233     |

Struktura płci na rok 2020:
| Płeć                         | Mężczyźni | Kobiety |
| ---------------------------- | --------- | ------- |
| Liczba osób w danej płci     | 17 944    | 16 961  |
| Liczba osób w danej płci w % | 51,4      | 48,6    |

## Dzielnice

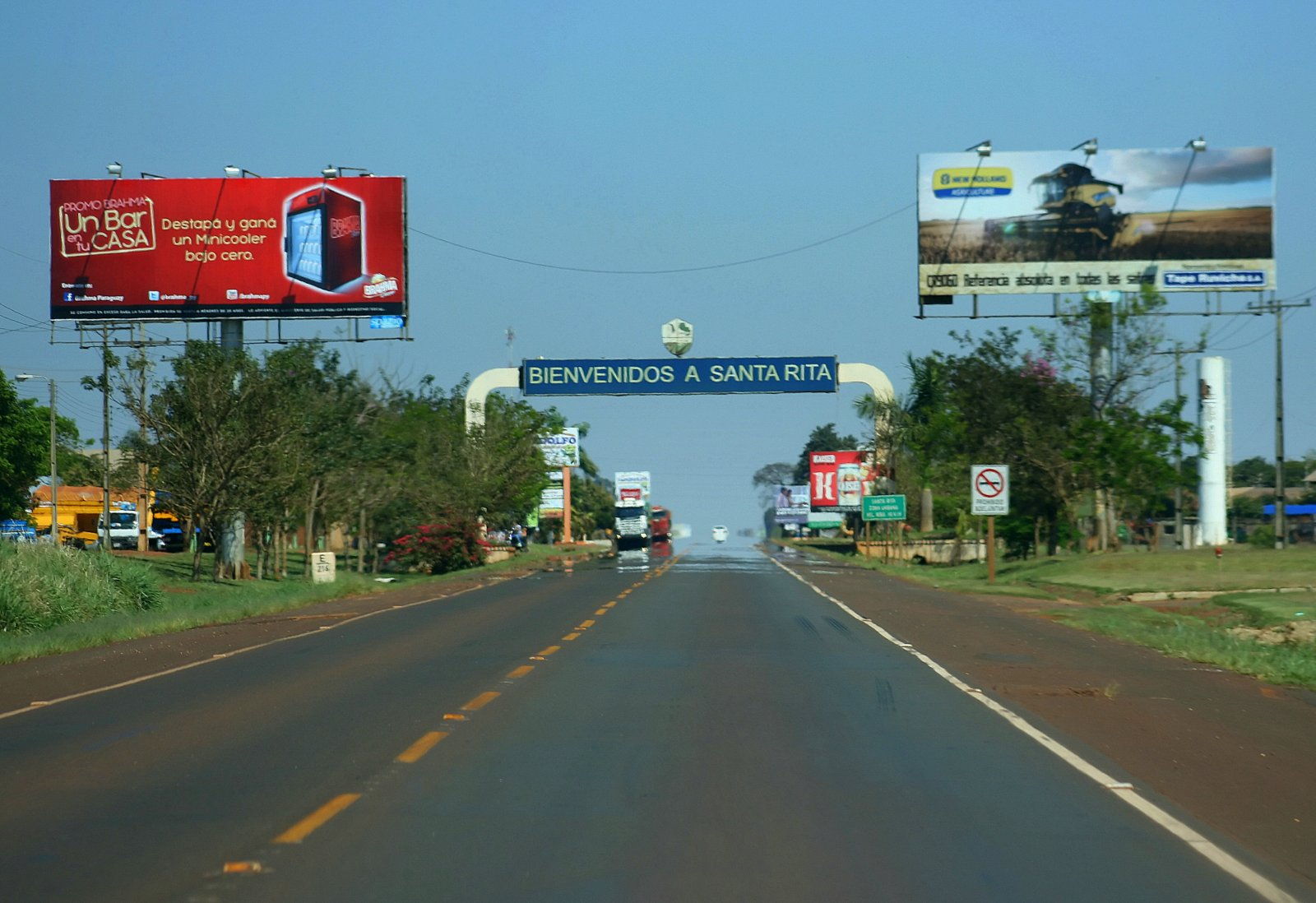
Portal wejściowy przed Santa Ritą

Administracyjnie Santa Rita jest podzielona na 42 dzielnice, z których 20 znajduje się na obszarach wiejskich, a 22 na obszarach miejskich.
| Dzielnice Santa Rita | Dzielnice Santa Rita | Dzielnice Santa Rita | Dzielnice Santa Rita      |
| N.º                  | Nazwa dzielnicy      | N.º                  | Nazwa dzielnicy           |
| -------------------- | -------------------- | -------------------- | ------------------------- |
| 1                    | San José 1           | 22                   | Buen Jesús                |
| 2                    | Portal Sinuelo       | 23                   | Villa Nueva               |
| 3                    | Sinuelo              | 24                   | Fulgencio R. Moreno       |
| 4                    | Carmelitas           | 25                   | San Miguel 1              |
| 5                    | Fracción La Amistad  | 26                   | Santa Lucia               |
| 6                    | Esquina Gaucha       | 27                   | Línea Jakare              |
| 7                    | Unión                | 28                   | Línea La Torre            |
| 8                    | Bella Vista          | 29                   | Esquina Gaucha del Karaja |
| 9                    | Centro               | 30                   | Karaja                    |
| 10                   | San Ramón            | 31                   | Nueva Asunción            |
| 11                   | Jardín América       | 32                   | 14 de mayo                |
| 12                   | El Colono            | 33                   | Panambi                   |
| 13                   | Nueva Esperanza      | 34                   | Paku Kua                  |
| 14                   | Nueva Santa Rita     | 35                   | San Miguel 2              |
| 15                   | Fracción Schneider   | 36                   | Caacupemi                 |
| 16                   | Fracción Shultz      | 37                   | San Vicente               |
| 17                   | Fracción Dewes       | 38                   | Santa Lourdes             |
| 18                   | Fracción Scalia      | 39                   | Cerro Largo               |
| 19                   | Los Trigales         | 40                   | San José 2                |
| 20                   | Alejandrino          | 41                   | Campiña Verde             |
| 21                   | Fracción Santa Lucía | 42                   | Los Maizales              |